# Мсвати III
Мсвати III (енгл. Mswati III, право име Макосетве 19. април 1968) је краљ Есватинија. На престолу је наследио свог оца краља Собузу II 1986. године.
Рођен је као други од 67 синова краља Собхуза II и једино дете Нтомби Тхвале, једне од краљевих жена. Рођен је само пет месеци пре него што је Свазиленд добио независност од Велике Британије. Његово име Макосетве значи краљ нације.
Када је његов отац преминуо од пнеумоније 1982. године, принцу је било 14 година. Тада је одлучено да ће Макосетве бити следећи краљ када постане пунолетан. Крунисан је 25. априла 1986. године.
Данас је последњи апсолутиста у Африци. Строго се противи било ком виду демократије у својој земљи. У Есватинију је забранио слободу говора и живи у великом луксузу у једној од најсиромашнијих земаља света. Прогласио је закон по коме је забрањен секс свим неудатим женама, а у циљу спречавања ширења сиде. Такође је прогласио забрану сексуалних односа за све особе млађе од 18 година. Ова забрана је престала да важи 2005. године када је оженио седамнаестогодишњу девојку, која је постала његова тринаеста жена.
Једном годишње се организује Умхланга плес на коме учествује око 20000 младих девица, голих до паса, које плешу пред краљем и традиционално на том скупу краљ бира нову жену.